# Curling

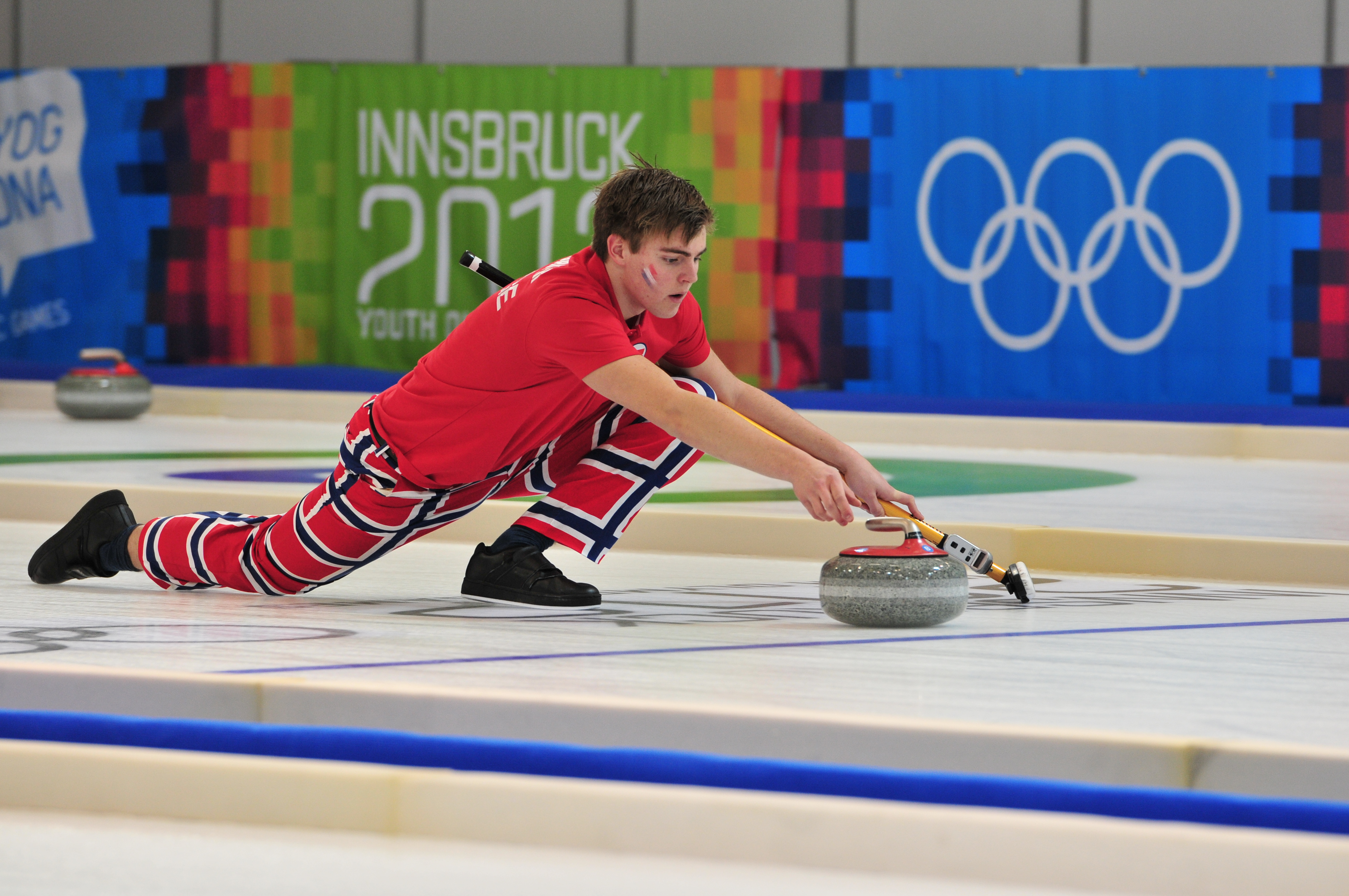
Curling en los Juegos Olímpicos de la Juventud de Invierno 2012.

El curling, hispanizado como curlin, es un deporte de precisión y de equipo, con alguna similitud con los bolos ingleses, bolas criollas y la petanca, que se practica en una pista de hielo. Dos equipos de cuatro participantes compiten entre sí deslizando ocho piedras de granito de 20 kg cada una sobre un corredor de hielo de 45,5 metros (146 pies) de longitud y 4,75 metros (15 pies 7 pulgadas) de ancho.
Una vez efectuado el lanzamiento, los otros miembros del equipo (sweepers o barredores), provistos de brooms (cepillos), acompañan a cada piedra actuando sobre la superficie de hielo para facilitar su avance o variar su dirección mediante el lijado o fricción de la superficie, pero siempre sin tocar la piedra. Una vez realizados todos los lanzamientos, los puntos se otorgan en función de la cercanía de estas piedras a la diana marcada en el centro al final del pasillo. Por ejemplo, la piedra más cercana al centro de la diana, cuenta un punto; si la siguiente es del mismo equipo, cuenta dos; y así hasta que la siguiente sea del equipo contrario. Por esta regla, siempre un equipo tiene que acabar la manga (end) con 0. En caso de que no haya piedras en la diana se considera 0-0. En un partido normal se juegan de ocho a diez mangas. Al final del partido gana el equipo con mayor puntuación; en caso de que haya empate, se decide en una manga extra. El equipo que gana una manga empieza la siguiente obligatoriamente.
Se practica sobre todo en Canadá, Norte de Estados Unidos, Norte de Europa y Japón.

## Origen e historia

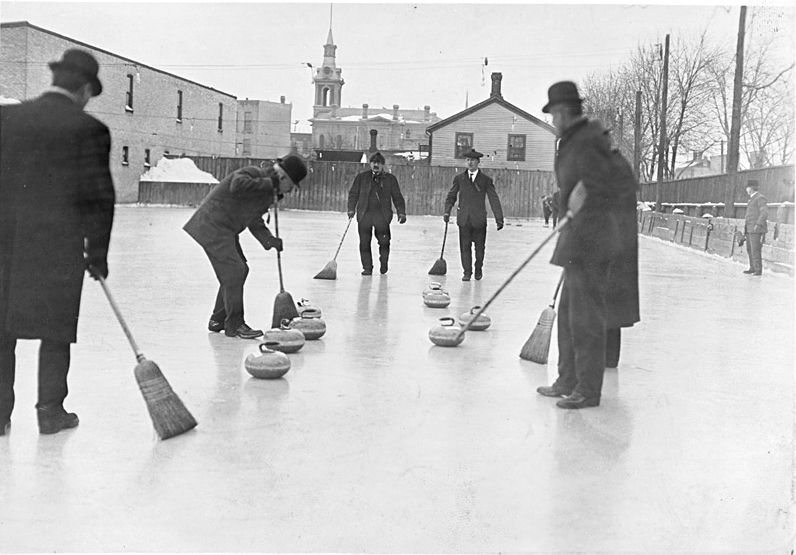
Hombres jugando al curling en Ontario en 1909

Se cree que el curling apareció por primera vez en la Baja Edad Media en Escocia. Las primeras referencias escritas sobre el uso de piedras sobre hielo aparecen en los grabados de la abadía de Paisley en Renfrew que datan de febrero de 1541. Dos pinturas de Pieter Brueghel el Viejo (ambas de 1545) representan imágenes de personas practicando un juego similar al curling. En este periodo Escocia y los Países Bajos tienen fuertes vínculos culturales como se demuestra en el desarrollo de otro deporte, el golf.
Existe constancia de la existencia del curling a comienzos del siglo XVI dado que se conserva una piedra de curling fechada en 1511. La primera aparición de la palabra curling en un documento escrito data de 1620 en Perth, Escocia, cuando aparece en el prefacio y en los versos de un poema de Henry Adamson. El Kilsyth Curling Club es considerado como el primer club de curling en el mundo, dado que se constituyó formalmente en 1716 y todavía existe hoy en día. El Kilsyth Curling Club también se enorgullece de ser el primero en construir una pista específica para jugar al curling, dicha pista se localizó en Colzium y consistía en una pequeña presa que creaba una charca artificial de 100 x 250 metros de tamaño, que al helarse permitía jugar sobre ella.

Campeonato de curling con cuatro partidas simultáneas

El juego era conocido (y todavía lo es, en Escocia y otras regiones pobladas por descendientes escoceses como Nueva Zelanda) bajo el nombre de "the roaring game" (juego rugiente) por el sonido que producen las piedras al deslizarse sobre la pista de adoquines (pebble) (pequeñas gotas de agua en estado semisólido, que hay sobre la superficie de la pista). La palabra deriva del verbo escocés curr (producir un pequeño ruido) y no del verbo curl (rizar), como en ocasiones se cree.
En los primeros tiempos, las piedras eran simples rocas extraídas de los ríos, y que en ocasiones eran pulidas y dotadas de forma. El lanzador tenía poco control sobre la piedra, y el juego dependía más de la suerte que de la habilidad o la estrategia. El curling jugado en el exterior fue muy popular en Escocia entre los siglos XVI y XIX. Escocia es la sede de la Federación Mundial de Curling. Actualmente el curling está fuertemente establecido en Canadá, a donde llegó de la mano de emigrantes escoceses. El Royal Montreal Curling Club, es el club deportivo más antiguo (de cualquier deporte) de Norteamérica, y fue fundado en 1807. El primer club en los Estados Unidos data de 1830, y fue el llamado Orchard Lake Curling Club con sede en la ciudad de Detroit, Míchigan. El curling fue introducido en Europa (Suecia y Suiza) también por emigrantes escoceses. Actualmente se juega en toda Europa y se ha expandido a otras excolonias británicas como  Australia y Nueva Zelanda, e incluso ha llegado a China, Corea del Sur y Japón.
El primer campeonato del mundo de curling fue exclusivo para hombres y fue llamado "Scotch Cup". Se celebró en Falkirk y Edimburgo, Escocia en 1959. El primer título fue ganado por el equipo canadiense de Regina, Saskatchewan, siendo el skip Ernie Richardson.

## Deporte olímpico
El curling es deporte olímpico desde los Juegos de Nagano en 1998. El primer equipo ganador del oro olímpico fue el equipo de Gran Bretaña. El curling fue deporte de exhibición en 1932, 1988 y 1992. Si bien en febrero de 2006 el Comité Olímpico Internacional decidió considerar la competición celebrada en los Juegos olímpicos de invierno de 1924 como oficial y no como deporte de exhibición como se había considerado hasta ese momento.

CL: Línea de centro • HOL: Línea de juegos • TL: Línea de la casa • BL: Línea de fondo • HA: Línea de apoyapiés • FGZ: Zona Free Guard

## Campeonato de Europa

### Masculino

#### Equipos participantes desde 1975
| Posición | País            | Participaciones | Años                                  |
| -------- | --------------- | --------------- | ------------------------------------- |
| 1.º      | Escocia         | 38              | 1975-2012                             |
| 1.º      | Suecia          | 38              | 1975-2012                             |
| 1.º      | Suiza           | 38              | 1975-2012                             |
| 1.º      | Noruega         | 38              | 1975-2012                             |
| 1.º      | Alemania        | 38              | 1975-2012                             |
| 1.º      | Dinamarca       | 38              | 1975-2012                             |
| 1.º      | Francia         | 38              | 1975-2012                             |
| 1.º      | Italia          | 38              | 1975-2012                             |
| 9.º      | Inglaterra      | 37              | 1976-2012                             |
| 10.º     | Países Bajos    | 36              | 1977-2012                             |
| 11.º     | Gales           | 33              | 1979-1998, 2000-2012                  |
| 12.º     | Austria         | 32              | 1981-2012                             |
| 12.º     | Finlandia       | 32              | 1981-2012                             |
| 14.º     | República Checa | 23              | 1990-2012                             |
| 15.º     | Rusia           | 21              | 1992-2012                             |
| 16.º     | Luxemburgo      | 20              | 1980-1985, 1987, 1991-2003            |
| 17.º     | Bulgaria        | 19              | 1991-2009 (2010*)                     |
| 18.º     | Bélgica         | 14              | 1988-1989, 1991, 1993-1995, 2005-2012 |
| 18.º     | Hungría         | 14              | 1992, 1994-1996, 2003-2012            |
| 20.º     | Bielorrusia     | 12              | 2000-2011                             |
| 21.º     | España          | 11              | 2002-2012                             |
| 21.º     | Letonia         | 11              | 2002-2012                             |
| 23.º     | Estonia         | 9               | 2004-2012                             |
| 23.º     | Irlanda         | 9               | 2004-2012                             |
| 23.º     | Eslovaquia      | 9               | 2004-2012                             |
| 26.º     | Polonia         | 8               | 2004-2009, 2011-2012                  |
| 26.º     | Croacia         | 8               | 2005-2012                             |
| 28.º     | Grecia          | 7               | 2004-2010                             |
| 29.º     | Lituania        | 6               | 2006-2009, 2011-2012                  |
| 30.º     | Andorra         | 5               | 2002-2005, 2007                       |
| 31.º     | Kazajistán**    | 3               | 2004-2006                             |
| 31.º     | Serbia          | 3               | 2006-2007, 2009                       |
| 33.º     | Islandia        | 2               | 2007, 2009                            |
| 34.º     | Turquía         | 1               | 2012                                  |
| 34.º     | Liechtenstein   | 1               | 1992                                  |

(*) Bulgaria estaba en el draw pero no participó por causa de un accidente.
(**) Desde 2012 Kazajistán compite en la zona Asia-Pacífico.
(***) Desde 2010 existe una División C que se celebra aparte del europeo y que otorga 2 plazas para la División B del europeo.

#### Clasificación Masculinos
| Año  | Lugar                               | Oro       | Plata     | Bronce           |
| ---- | ----------------------------------- | --------- | --------- | ---------------- |
| 1975 | Megève (Francia)                    | Noruega   | Suecia    | Escocia          |
| 1976 | Berlín Oeste (Alemania)             | Suiza     | Noruega   | Suecia & Escocia |
| 1977 | Oslo (Noruega)                      | Suecia    | Escocia   | Alemania         |
| 1978 | Aviemore (Escocia)                  | Suiza     | Suecia    | Dinamarca        |
| 1979 | Varese (Italia)                     | Escocia   | Suecia    | Noruega & Italia |
| 1980 | Copenhague (Dinamarca)              | Escocia   | Noruega   | Suecia           |
| 1981 | Grindelwald (Suiza)                 | Suiza     | Suecia    | Dinamarca        |
| 1982 | Kirkcaldy (Escocia)                 | Escocia   | Alemania  | Suiza            |
| 1983 | Vasteras (Suecia)                   | Suiza     | Noruega   | Escocia          |
| 1984 | Morzine-Avoriaz (Francia)           | Suiza     | Escocia   | Noruega          |
| 1985 | Grindelwald (Suiza)                 | Alemania  | Suecia    | Noruega          |
| 1986 | Copenhague (Dinamarca)              | Suiza     | Suecia    | Noruega          |
| 1987 | Oberstdorf (Suecia)                 | Suecia    | Noruega   | Suiza            |
| 1988 | Perth (Escocia)                     | Escocia   | Noruega   | Suiza            |
| 1989 | Engelberg (Suiza)                   | Escocia   | Noruega   | Alemania         |
| 1990 | Lillehammer (Noruega)               | Suecia    | Escocia   | Noruega          |
| 1991 | Chamonix (Francia)                  | Alemania  | Escocia   | Suiza            |
| 1992 | Perth (Escocia)                     | Alemania  | Suecia    | Suiza            |
| 1993 | Leukerbad (Suiza)                   | Noruega   | Dinamarca | Suiza            |
| 1994 | Sundsvall (Suecia)                  | Escocia   | Suiza     | Suecia           |
| 1995 | Grindelwald (Suiza)                 | Escocia   | Suiza     | Noruega          |
| 1996 | Copenhague (Dinamarca)              | Escocia   | Suecia    | Suiza            |
| 1997 | Füssen (Alemania)                   | Alemania  | Dinamarca | Escocia          |
| 1998 | Flims (Suiza)                       | Suecia    | Escocia   | Noruega          |
| 1999 | Chamonix (Francia)                  | Escocia   | Dinamarca | Finlandia        |
| 2000 | Oberstdorf (Suecia)                 | Finlandia | Dinamarca | Suecia           |
| 2001 | Vierumaki (Finlandia)               | Suecia    | Suiza     | Finlandia        |
| 2002 | Grindelwald (Suiza)                 | Alemania  | Suecia    | Noruega          |
| 2003 | Courmayer (Italia)                  | Escocia   | Suecia    | Dinamarca        |
| 2004 | Sofía (Bulgaria)                    | Alemania  | Suecia    | Noruega          |
| 2005 | Garmisch - Partenkirchen (Alemania) | Noruega   | Suecia    | Escocia          |
| 2006 | Basel (Suiza)                       | Suiza     | Escocia   | Suecia           |
| 2007 | Füssen (Alemania)                   | Escocia   | Noruega   | Dinamarca        |
| 2008 | Ornskoldsvik (Suecia)               | Escocia   | Noruega   | Alemania         |
| 2009 | Aberdeen (Escocia)                  | Suecia    | Suiza     | Noruega          |
| 2010 | Champery (Suiza)                    | Noruega   | Dinamarca | Suiza            |
| 2011 | Moscú (Rusia)                       | Noruega   | Suecia    | Dinamarca        |
| 2012 | Karlstad (Suecia)                   | Suecia    | Noruega   | República Checa  |
| 2013 | Stavanger (Noruega)                 | Suiza     | Noruega   | Escocia          |
| 2014 | Champéry (Suiza)                    | Suecia    | Noruega   | Suiza            |
| 2015 | Esbjerg (Dinamarca)                 | Suecia    | Suiza     | Noruega          |
| 2016 | Renfrewshire (Escocia)              | Suecia    | Noruega   | Suiza            |
| 2017 | St. Gallen (Suiza)                  | Suecia    | Escocia   | Suiza            |
| 2018 | Tallin (Estonia)                    | Escocia   | Suecia    | Italia           |
| 2019 | Helsingborg (Suecia)                | Suecia    | Suiza     | Escocia          |
| 2021 | Lillehammer (Noruega)               | Escocia   | Suecia    | Italia           |

### Femenino

#### Clasificación
| Año  | Lugar                             | Oro                 | Plata     | Bronce               |
| ---- | --------------------------------- | ------------------- | --------- | -------------------- |
| 1975 | Megève (Francia)                  | Escocia             | Suecia    | Suiza                |
| 1976 | Berlín Oeste (Alemania)           | Suecia              | Francia   | Escocia / Inglaterra |
| 1977 | Oslo (Noruega)                    | Suecia              | Suiza     | Escocia              |
| 1978 | Aviemore (Reino Unido)            | Suecia              | Suiza     | Escocia              |
| 1979 | Varese (Italia)                   | Suiza               | Suecia    | Escocia              |
| 1980 | Copenhague (Dinamarca)            | Suecia              | Noruega   | Alemania Occidental  |
| 1981 | Grindelwald (Suiza)               | Suiza               | Suecia    | Dinamarca            |
| 1982 | Kirkcaldy (Reino Unido)           | Suecia              | Italia    | Suiza                |
| 1983 | Västerås (Suecia)                 | Suecia              | Noruega   | Suiza                |
| 1984 | Morzine (Francia)                 | Alemania Occidental | Suecia    | Suiza                |
| 1985 | Grindelwald (Suiza)               | Suiza               | Escocia   | Noruega              |
| 1986 | Copenhague (Dinamarca)            | Alemania Occidental | Suiza     | Dinamarca            |
| 1987 | Obertsdof (Alemania Occidental)   | Alemania Occidental | Suecia    | Noruega              |
| 1988 | Perth (Reino Unido)               | Suecia              | Escocia   | Suiza                |
| 1989 | Engelberg (Suiza)                 | Alemania Occidental | Suiza     | Suecia               |
| 1990 | Lillehammer (Noruega)             | Noruega             | Escocia   | Suiza                |
| 1991 | Chamonix (Francia)                | Alemania            | Noruega   | Suecia               |
| 1992 | Perth (Reino Unido)               | Suecia              | Escocia   | Alemania & Noruega   |
| 1993 | Leukerbad (Suiza)                 | Suecia              | Suiza     | Noruega              |
| 1994 | Sundsvall (Suecia)                | Dinamarca           | Alemania  | Noruega              |
| 1995 | Grindelwald (Suiza)               | Alemania            | Escocia   | Suecia               |
| 1996 | Copenhague (Dinamarca)            | Suiza               | Suecia    | Alemania             |
| 1997 | Füssen (Alemania)                 | Suecia              | Dinamarca | Alemania             |
| 1998 | Flims (Suiza)                     | Alemania            | Escocia   | Dinamarca            |
| 1999 | Chamonix (Francia)                | Noruega             | Suecia    | Suiza                |
| 2000 | Obertsdorf (Suecia)               | Suecia              | Noruega   | Suiza                |
| 2001 | Vierumaki (Finlandia)             | Suecia              | Dinamarca | Suiza                |
| 2002 | Grindelwald (Suiza)               | Suecia              | Dinamarca | Noruega              |
| 2003 | Courmayer (Italia)                | Suecia              | Suiza     | Dinamarca            |
| 2004 | Sofía (Bulgaria)                  | Suecia              | Suiza     | Noruega              |
| 2005 | Garmisch-Partenkirchen (Alemania) | Suecia              | Suiza     | Dinamarca            |
| 2006 | Basel (Suiza)                     | Rusia               | Italia    | Suiza                |
| 2007 | Füssen (Alemania)                 | Suecia              | Escocia   | Dinamarca            |
| 2008 | Ornskoldsvik (Suecia)             | Suiza               | Suecia    | Dinamarca            |
| 2009 | Aberdeen (Escocia)                | Alemania            | Suiza     | Dinamarca            |
| 2010 | Champéry (Suiza)                  | Suecia              | Escocia   | Suiza                |
| 2011 | Moscú (Rusia)                     | Escocia             | Suecia    | Rusia                |
| 2012 | Karlstad (Suecia)                 | Rusia               | Escocia   | Suecia               |
| 2013 | Stavanger (Noruega)               | Suecia              | Escocia   | Suiza                |
| 2014 | Champéry (Suiza)                  | Suiza               | Rusia     | Escocia              |
| 2015 | Esbjerg (Dinamarca)               | Rusia               | Escocia   | Finlandia            |
| 2016 | Renfrewshire (Escocia)            | Rusia               | Suecia    | Escocia              |
| 2017 | St. Gallen (Suiza)                | Escocia             | Suecia    | Italia               |
| 2018 | Tallin (Estonia)                  | Suecia              | Suiza     | Alemania             |
| 2019 | Helsingborg (Suecia)              | Suecia              | Escocia   | Suiza                |
| 2021 | Lillehammer (Noruega)             | Escocia             | Suecia    | Alemania             |

### Medallero

#### Masculino
| Núm. | País            | Oro | Plata | Bronce | Total |
| ---- | --------------- | --- | ----- | ------ | ----- |
| 1    | Escocia         | 14  | 7     | 8      | 29    |
| 2    | Suecia          | 12  | 15    | 5      | 32    |
| 3    | Suiza           | 8   | 6     | 11     | 25    |
| 4    | Alemania        | 6   | 1     | 3      | 10    |
| 5    | Noruega         | 5   | 12    | 11     | 28    |
| 6    | Finlandia       | 1   | 0     | 2      | 3     |
| 7    | Dinamarca       | 0   | 5     | 5      | 10    |
| 8    | Italia          | 0   | 0     | 3      | 3     |
| 9    | República Checa | 0   | 0     | 1      | 1     |
|      | TOTAL           | 46  | 46    | 49     | 141   |

- Actualizado hasta el Europeo del 2021.

#### Femenino
| Núm. | País       | Oro | Plata | Bronce | Total |
| ---- | ---------- | --- | ----- | ------ | ----- |
| 1    | Suecia     | 21  | 12    | 4      | 37    |
| 2    | Alemania   | 8   | 1     | 6      | 15    |
| 3    | Suiza      | 6   | 10    | 13     | 29    |
| 4    | Escocia    | 4   | 12    | 6      | 22    |
| 5    | Rusia      | 4   | 1     | 1      | 6     |
| 6    | Noruega    | 2   | 4     | 7      | 13    |
| 7    | Dinamarca  | 1   | 3     | 8      | 12    |
| 8    | Italia     | 0   | 2     | 1      | 3     |
| 9    | Francia    | 0   | 1     | 0      | 1     |
| 10   | Finlandia  | 0   | 0     | 1      | 1     |
| 10   | Inglaterra | 0   | 0     | 1      | 1     |
|      | TOTAL      | 46  | 46    | 48     | 140   |

- Actualizado hasta el Europeo del 2021.

#### Conjunto
| Núm. | País            | Oro | Plata | Bronce | Total |
| ---- | --------------- | --- | ----- | ------ | ----- |
| 1.º  | Suecia          | 33  | 27    | 9      | 69    |
| 2.º  | Escocia         | 18  | 19    | 14     | 51    |
| 3.º  | Suiza           | 14  | 16    | 24     | 54    |
| 4.º  | Alemania        | 14  | 2     | 9      | 25    |
| 5.º  | Noruega         | 7   | 16    | 18     | 41    |
| 6.º  | Rusia           | 4   | 1     | 1      | 6     |
| 7.º  | Dinamarca       | 1   | 8     | 13     | 22    |
| 8.º  | Finlandia       | 1   | 0     | 3      | 4     |
| 9.º  | Italia          | 0   | 2     | 4      | 6     |
| 10.º | Francia         | 0   | 1     | 0      | 1     |
| 11.º | Inglaterra      | 0   | 0     | 1      | 1     |
| 11.º | República Checa | 0   | 0     | 1      | 1     |

- Actualizado hasta el Europeo del 2021.